# Enrique Villén
Enrique Villén Cruz (Madrid, 1960. május 1. –) spanyol színész.
Álex de la Iglesia rendező számos filmjében szerepelt, leginkább mellékszereplőként. A 2005-ös Ninette című vígjátékkal Goya-díjra jelölték, mint legjobb férfi mellékszereplőt.
Feltűnt a Torrente 3. – A védelmező (2005) és a Torrente 4. – A válság halálos (2011) című bűnügyi vígjátékokban is.

## Válogatott filmográfia

### Film
| Év   | Magyar cím                                   | Eredeti cím                                  | Szerep                       | Magyar hang    |
| ---- | -------------------------------------------- | -------------------------------------------- | ---------------------------- | -------------- |
| 1994 | Justino, egy nyugdíjas bérgyilkos            | Justino, un asesino de la tercera edad       | Borracho                     |                |
| 1995 | A Fenevad napja                              | The Day of the Beast                         | biztonsági ember             |                |
| 1998 | Barrio – Külvárosi utcák                     | Barrio                                       | Ricardo                      |                |
| 1999 | A meztelen Maya                              | Volavérunt                                   | Cornel tábornok              |                |
| 1999 | A világ legcsúnyább asszonya                 | La mujer más fea del mundo                   | Abella                       |                |
| 2000 | A közösség                                   | La comunidad                                 | Domínguez                    | Tarján Péter   |
| 2002 | Égetnivaló hazudozó                          | Arderás conmigo                              | férfi az aukción             |                |
| 2002 | Napfényes hétfők                             | Los Lunes al sol                             | Reina                        | Barbinek Péter |
| 2002 | Minden idők legnagyobb képrablása            | El robo más grande jamás contado             | Vicente                      |                |
| 2004 | Elszabott frigy                              | Crimen Ferpecto                              | Campoy felügyelő             | Barbinek Péter |
| 2005 |                                              | Ninette                                      | Armando                      |                |
| 2005 | Torrente 3. – A védelmező                    | Torrente 3: El protector                     | Salas                        | Forgács Gábor  |
| 2005 | Haláli hálóőr                                | El penalti más largo del mundo               | Adrián                       |                |
| 2005 | Utcalányok                                   | Princesas                                    | bártulajdonos                |                |
| 2006 | Managerek                                    | Los mánagers                                 | Maca                         | Kőszegi Ákos   |
| 2006 | Üss, ha fáj!                                 | La distancia                                 | bordélyház tulajdonosa       |                |
| 2006 | A véres dinasztia: A Borgia-család története | Los Borgia                                   | Savanarola                   |                |
| 2007 | Hét francia biliárdasztal                    | Siete mesas de billar francés                | Tuerto                       |                |
| 2010 | Egy őrült szerelem balladája                 | Balada triste de trompeta                    | Andrés                       |                |
| 2011 | Torrente 4. – A válság halálos               | Torrente 4: Lethal Crisis                    | Ramírez                      | Barbinek Péter |
| 2012 |                                              | Holmes & Watson. Madrid Days                 | Enrique Valcárcel            |                |
| 2013 | Bűbáj és kéjelgés                            | Las brujas de Zugarramurdi                   | értelmi fogyatékos           | Várday Zoltán  |
| 2014 |                                              | Mortadelo y Filemón contra Jimmy el Cachondo | Bacterio professzor (hangja) |                |
| 2015 | Micsoda spanyol éjszaka!                     | Mi gran noche                                | Soriano                      |                |

### Televízió
| Év        | Magyar cím         | Eredeti cím              | Szerep               | Megjegyzések |
| --------- | ------------------ | ------------------------ | -------------------- | ------------ |
| 1996–1998 |                    | La casa de los líos      | több szerep          | 5 epizód     |
| 1998–1999 |                    | Tío Willy                | Vicente              | 11 epizód    |
| 2001–2005 |                    | El comisario             | Benjamín             | 2 epizód     |
| 2003      | Ez a ház totál gáz | Aquí no hay quien viva   | Antonio Alonso       | 1 epizód     |
| 2004      |                    | El inquilino             | Marco Galeradas      | 13 epizód    |
| 2007–2008 |                    | El síndrome de Ulises    | Ceferino             | 26 epizód    |
| 2008–2009 |                    | Plutón B.R.B. Nero       | Roswell              | 26 epizód    |
| 2017      | Időminisztérium    | El ministerio del tiempo | Palazuelos           | 1 epizód     |
| 2023      | 30 ezüst           | 30 Monedas               | letartóztatott férfi | 1 epizód     |
| 2023      | A szent család     | Sagrada familia          | Enrique              | 4 epizód     |

## Fordítás
- Ez a szócikk részben vagy egészben  az   Enrique Villén című angol Wikipédia-szócikk ezen változatának fordításán alapul.  Az eredeti cikk szerkesztőit annak laptörténete sorolja fel. Ez a jelzés csupán a megfogalmazás eredetét és a szerzői jogokat jelzi, nem szolgál a cikkben szereplő információk forrásmegjelöléseként.